# Hexabiblos
Hexabiblos, en 1345 utfärdad, för östromerska riket gällande lagbok, sammansatt av utdrag ur äldre bysantinska rättskällor. Lagboken förblev i bruk även under det turkiska väldet och erhöll 1835 kraft av lag för kungariket Grekland.